# Radjahdwergooruil
De radjahdwergooruil (Otus brookii) is een vogelsoort uit de familie van de strigidae (uilen). Deze vogel is genoemd naar Charles Brooke, die bekend stond als de tweede blanke radja van Sarawak.

## Verspreiding en leefgebied
Deze soort komt voor in bergbossen van Borneo en Sumatra en telt twee ondersoorten:
- O. b. solokensis: Sumatra.
- O. b. brookii: Borneo.